# Космос-496
Космос-496 је један од преко 2.400 совјетских вјештачких сателита лансираних у оквиру програма Космос.
Космос-496 је лансиран са космодрома Тјуратам, Бајконур, СССР, 26. јуна 1972. Ракета-носач Р-7 Семјорка (рус. Семёрка) (8К71, НАТО ознака SS-6 Sapwood) са додатим степеном је поставила сателит у орбиту око планете Земље.